# Konono N°1
Konono Nº1 es un grupo musical proveniente de Kinsasa, República Democrática del Congo. La agrupación combina tres likembés eléctricos (un instrumento tradicional similar a la mbira) con voces, bailarines e instrumentos de percusión fabricados con productos reciclados. El equipo de amplificación del grupo es igualmente rudimentario, incluyendo un micrófono tallado en madera y equipado con un imán de un alternador de automóvil y un amplificador gigante en forma de cuerno. La agrupación alcanzó renombre internacional a partir de 2005, atrayendo aficionados al rock y a la música electrónica. Tocaron ese mismo año en el festival de Eurockéennes en Francia.

## Discografía

### Álbumes de estudio
- Lubuaku (2004)
- Congotronics (2005)
- Live At Couleur Café (2007)
- Assume Crash Position (2010)
- Konono Nº1 Meets Batida (2016)

### Álbumes recopilatorios
- Zaire: Musiques Urbaines a Kinshasa (1987)
- The Congotronics Vinyl Box Set (2010)